# آیاکا یاماشیتا
آیاکا یاماشیتا (انگلیسی: Ayaka Yamashita؛ زادهٔ ۲۹ سپتامبر ۱۹۹۵) بازیکن فوتبال است که در تیم ملی فوتبال زنان ژاپن بازی کرده‌است.